# Ashburton (canton)
Pour les articles homonymes, voir Ashburton.

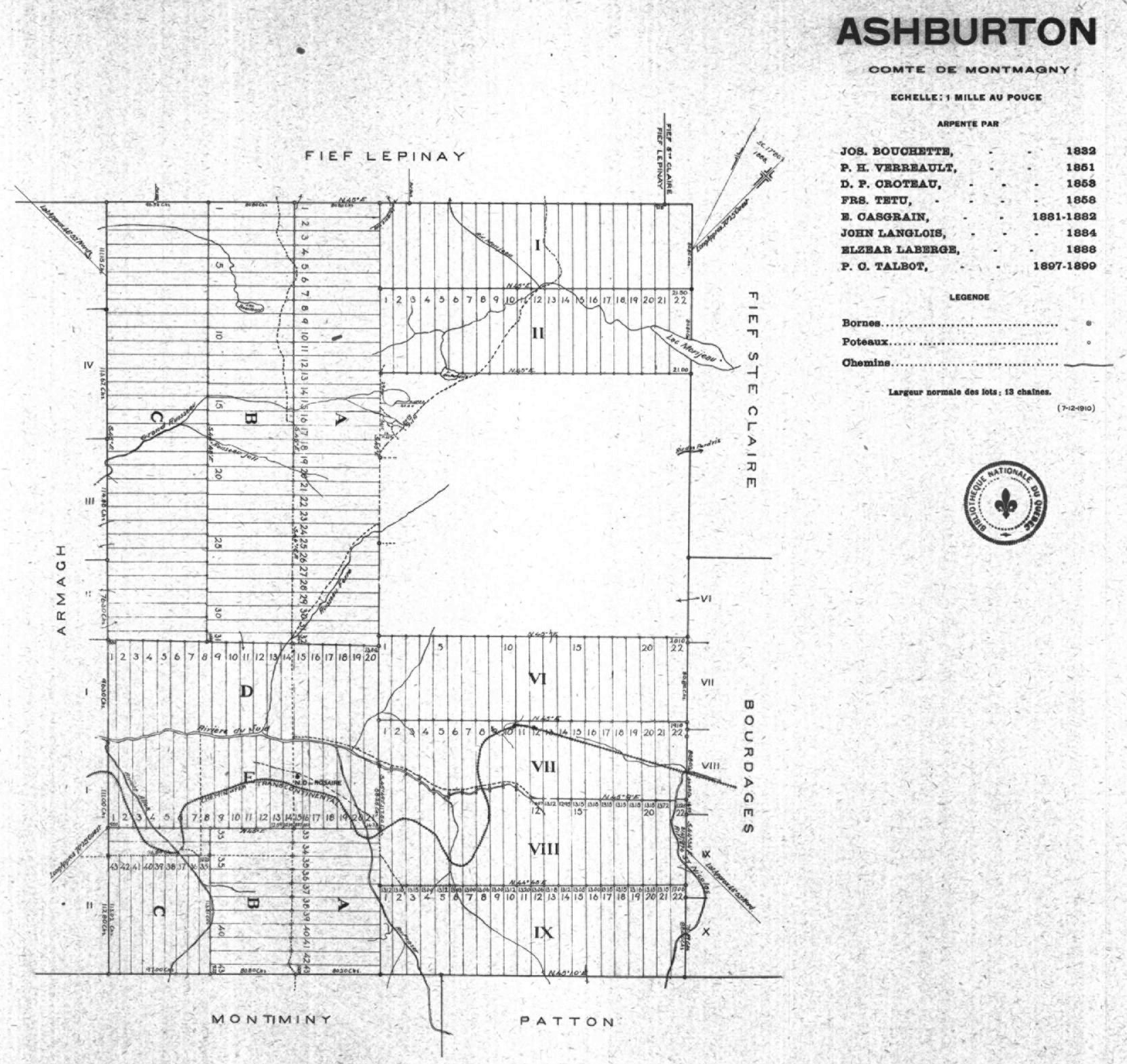
Carte cadastrale du canton Ashburton, 1910

Ashburton est un canton canadien de forme rectangulaire de la région de la Chaudière-Appalaches.  Il fut proclamé officiellement le 4 juillet 1868.  Il couvre une superficie de 16 105 hectares.
Le canton d'Ashburton est divisé en 11 rangs. Les rangs I, II, VI, VII, VIII et IX comptent chacun 22 lots. Les rangs A, B et C comptent quant à eux 43 lots chaque. Les rangs D et E sont divisés respectivement en 20 et 21 lots. La municipalité de Notre-Dame-du-Rosaire a les mêmes frontières que le canton d'Ashburton.

## Toponymie
Le toponyme Ashburton est à la mémoire d'Alexander Baring, lord d'Ashburton (1774-1848) qui fit avec Daniel Webster le Traité d'Ashburton-Webster en 1842 qui marqua la frontière canado-américaine notamment entre le Québec et le Maine .